# Isola ecologica
Un'isola ecologica, ecopiazzola, centro di raccolta, ecostazione o ricicleria (a seconda dei comuni) è un'area recintata e sorvegliata, attrezzata per la raccolta differenziata dei rifiuti, disponibile in molti comuni italiani. I cittadini, durante l'orario di apertura, possono portare anche rifiuti non smaltibili tramite il normale sistema di raccolta, tipo i rifiuti ingombranti. L'utilità principale è quindi quella di evitare lo smaltimento in discarica, per recuperare risorse e tutelare meglio l'ambiente.

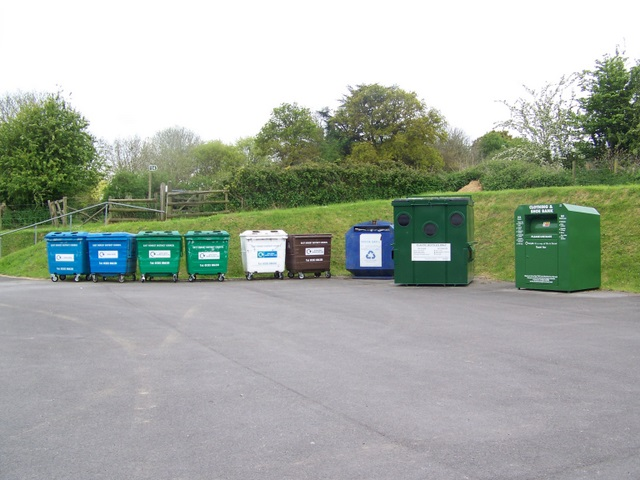
Ecopiazza

## Alternativa ai cassonetti
Per motivi ambientali, igienici e di decoro urbano, da parte delle amministrazioni più sensibili alle tematiche ambientali e rispettose delle normative CE si va sviluppando la tendenza all'eliminazione dei cassonetti stradali, procedendo invece alla raccolta dei rifiuti "porta a porta". Questa scelta comporta la necessità di realizzare, nell'area comunale di competenza, delle piattaforme - le isole ecologiche appunto - in cui le persone possano smaltire quei rifiuti che non vengono raccolti a domicilio.

## Vantaggi per l'utente
Oltre ai vantaggi ambientali, il conferimento dei rifiuti nelle ecopiazzole abbinato alla tecnologia, permetterebbe di premiare l'utente virtuoso con un risparmio economico. Alcune amministrazioni  , a seconda del materiale conferito, prevedono la trasformazione in punti in base al peso dei rifiuti che i cittadini accumulano su una apposita scheda magnetica ovvero tramite il tesserino sanitario. Prima quando si raggiungeva un determinato punteggio si otteneva un buono detraibile dall'importo delle precedenti tassazioni tipo TARSU, ora dal 2014 per evitare sovrapposizioni di diverse tassazioni tutto il comparto è stato gradualmente sostituito da un unico tributo: la tassa TARI. A tale scopo ora la smart-card serve ad aprire il cassone e identificarsi. Lo sconto sulla tassa avviene sui parametri ISEE che riguardano singoli o nuclei famigliari.

## Materiali conferiti
Le isole ecologiche sono progettate per il conferimento dei rifiuti urbani che per dimensione o tipologia non possono essere conferiti nei cassonetti standard per la raccolta differenziata o nella raccolta porta a porta. Le tipologie di rifiuti conferibili possono variare a seconda di quanto previsto dal regolamento comunale per la gestione dei rifiuti. Solitamente vengono raccolti:
- Rifiuti vegetali da giardinaggio
- Imballaggi e rifiuti in carta e cartone
- Imballaggi in plastica (film, cassette, polistirolo,...)
- Legno (cassette per ortofrutta, bancali, mobili vecchi,...)
- Rottami ferrosi
- Rifiuti ingombranti (materassi, arredi, divani,...)
- Rifiuti plastici (plastiche non da imballaggio)
- Vetro in lastre
- Rifiuti da apparecchiature elettriche ed elettroniche (elettrodomestici, TV, PC, telefoni,...)
- Pneumatici
- Pile e batterie di auto
- Farmaci scaduti
- Lampadine a risparmio energetico e tubi al neon
- Olio minerale esausto
- Olio alimentare esausto
- Rifiuti inerti (piccole quantità prodotte da ristrutturazioni domestiche)
- Toner esausti
- Rifiuti urbani pericolosi come vernici, colle, solventi, pesticidi, acidi